# Miracolo della Madonna del Carmine di Palmi
(Giuseppe Mercalli, Saggio sui terremoti della Calabria meridionale e del Messinese, 1897)

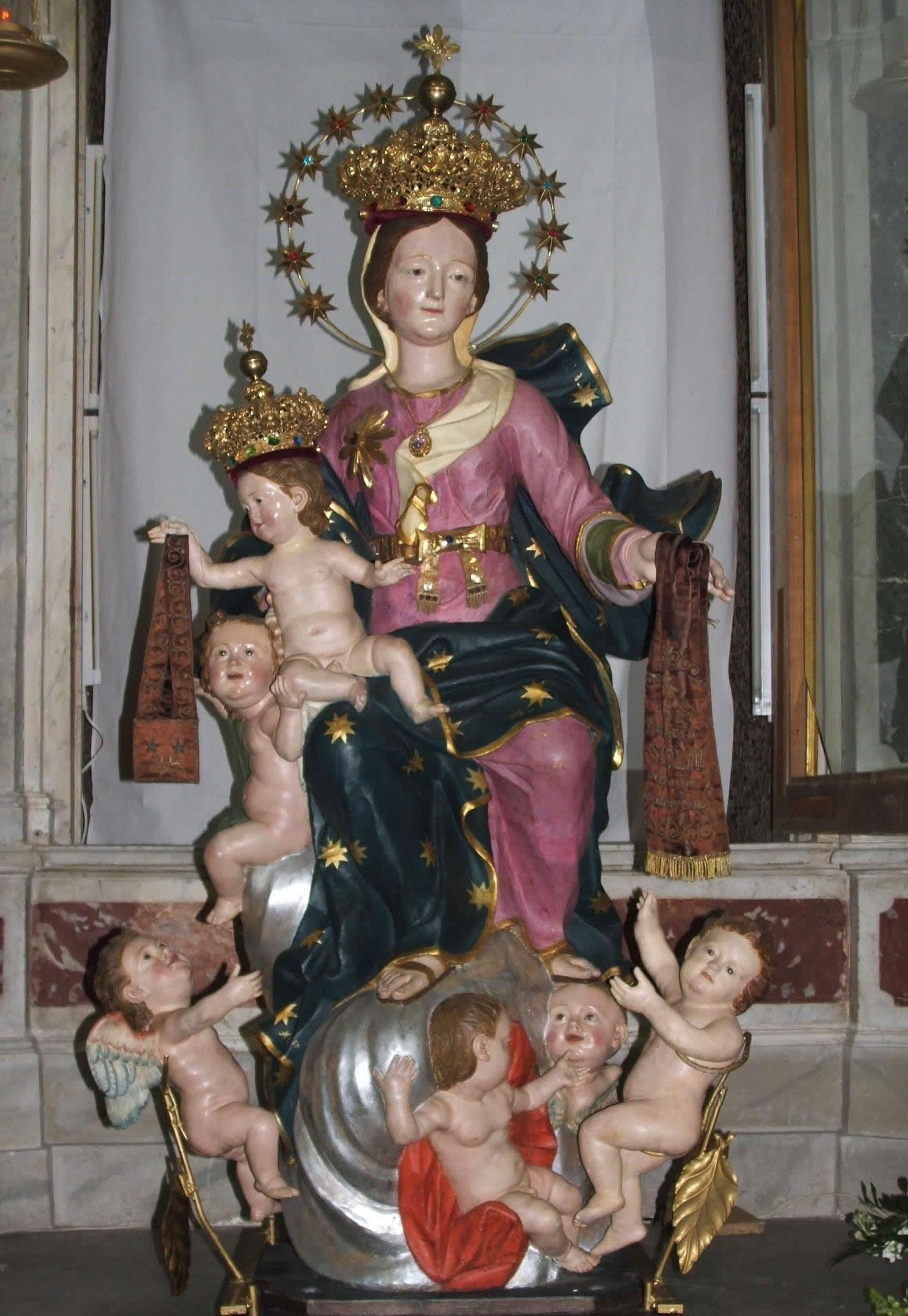
La miracolosa statua di Maria Santissima del Carmelo

Il miracolo della Madonna del Carmine di Palmi, secondo la Chiesa cattolica, sarebbe avvenuto tra il 31 ottobre ed il 16 novembre 1894 nell'omonima città: la statua della Madonna del Carmine si fece scorgere dai fedeli per 17 giorni con movimento degli occhi e con cambiamenti di colorazione del volto. La stampa locale e nazionale si occupò dell'avvenimento, e la sera del 16 novembre i fedeli improvvisarono una processione della statua per le vie cittadine. Quando la processione raggiunse l'estremità della città, un violento terremoto colpì tutto il circondario di Palmi, rovinando gran parte delle abitazioni ma recando solo 9 vittime su circa 15.000 abitanti, poiché la quasi totalità della popolazione era in strada a seguito della processione.
La Chiesa cattolica ha riconosciuto ufficialmente il miracolo, incoronando la statua il 16 novembre 1896 a seguito del decreto emesso dal Capitolo Vaticano il 22 settembre 1895.

## La storia

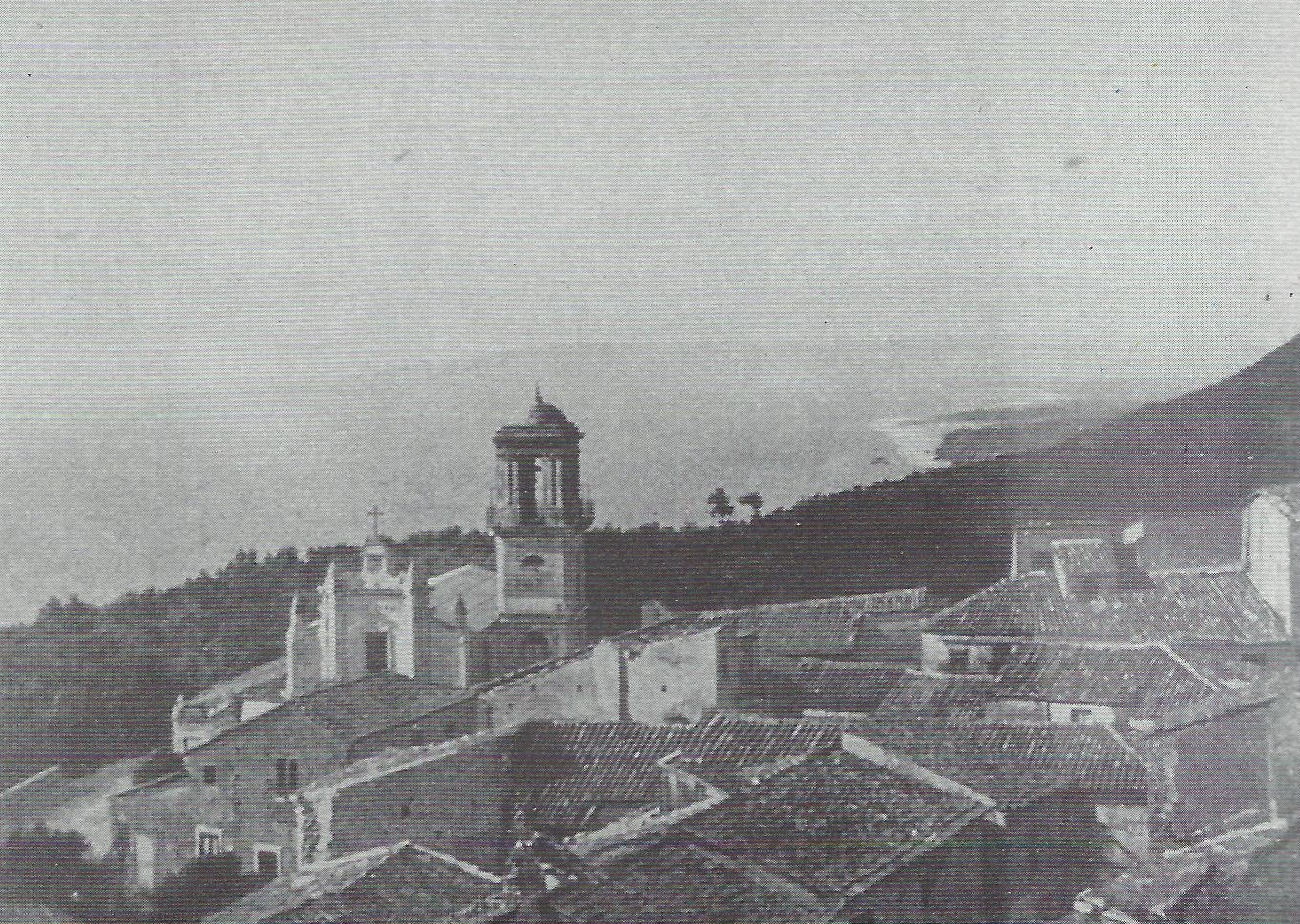
L'antica chiesa del Carmine, danneggiata dai terremoti del 1783, 1894 e 1908

### 31 ottobre 1894
Il 31 ottobre 1894, verso le ore 7.30 del mattino, subito dopo la celebrazione eucaristica svolta nella chiesa del Carmine di Palmi, una devota si accostò ai cancelli del presbiterio per recitare alcune preghiere alla Madonna. La devota vide gli occhi della statua in movimento ed il volto pallido come quello di una donna svenuta e cercò conferma in un'altra donna che le stava seduta accanto. Questo dialogo fu udito da un ragazzino, il quale uscì dalla chiesa raccontando a tutti quanto aveva sentito. La voce di un miracolo compiuto dalla statua della Madonna si sparse per tutta la città e, in poco tempo, la chiesa ed il piazzale adiacente furono gremiti da un'immensa folla. Accorsero anche dei sacerdoti, alcuni nobili, carabinieri, magistrati ed impiegati del Tribunale di Palmi, tutti in attesa di poter assistere al miracolo. Verso le ore 9:00 le campane della città risuonarono ma, nonostante il popolo acclamasse al miracolo, i sacerdoti furono concordi nell'affermare che non vi era stato. Questi ultimi, preoccupati, ordinarono che la statua venisse chiusa oppure tolta dalla nicchia per esporla ed osservarla più da vicino. Pertanto alcuni membri della Congrega del Carmine spostarono la statua dalla nicchia e la posero sopra il tabernacolo dove era stato tolto il Santissimo Sacramento. In quegli istanti impiegati per trasportare la statua, la chiesa, l'altare ed il volto della Madonna furono visti mandare sudore e, a seguito di tale avvenimento, i fedeli all'interno del luogo di culto cominciarono a pregare.

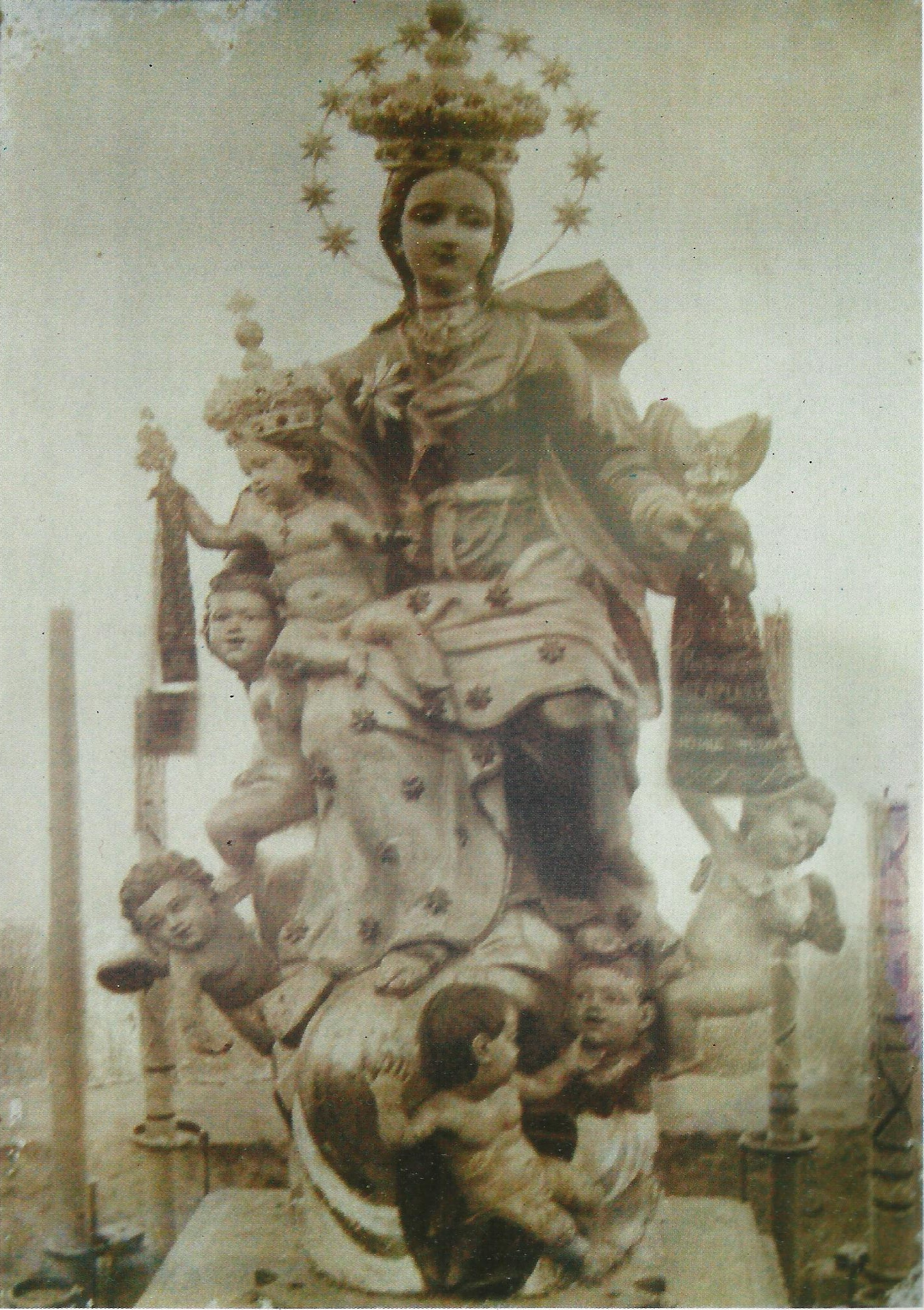
Immagine della statua della Madonna del Carmine nel 1894

### 1º novembre 1894
Il giorno dopo, festa di Ognissanti, la popolazione, fin dalle prime ore del mattino, accorse in chiesa in attesa di una ripetizione del prodigio, ma nulla di nuovo fu detto per quel giorno. In seguito si seppe che alcuni congregati, tra i quali due baroni, nel pomeriggio asserirono di aver assistito alla ripetizione del miracolo. Anche in serata molti fedeli stettero in attesa, fino a tarda ora, nella chiesa, ma non accadde nulla.

### 2 novembre 1894
Anche il 2 novembre la chiesa fu gremita fin dal mattino. Verso le ore 15:30, il popolo notò che la statua della Madonna del Carmine alzava ed abbassava le palpebre ed in seguito, per le grida dei presenti, accorsero migliaia di fedeli da ogni parte della città. La popolazione, a quel punto, invocò che venissero ad accertare il miracolo i sacerdoti, che fino ad allora erano stati increduli. Accorsero allora al Carmine l'arcidiacono della chiesa madre don Carlo Suriano, il parroco della chiesa del Soccorso mons. Leone Gallucci ed il parroco della chiesa del Rosario mons. Valentino Marino.
Mons. Gallucci, che fino ad allora era stato il più scettico, arrivò fino al presbiterio sopra il quale era stata posta la statua ed attonito, atterrito e stupefatto, gridò anch'egli al miracolo. La notizia che anche Gallucci avesse visto e confermato il prodigio spinse la folla entusiasta a portare la statua a spalla in processione per le vie di Palmi, durante la quale le persone sventolarono fazzoletti, protesero le braccia verso la sacra icona e chi non era in strada aspettò al balcone il passaggio della statua della Madonna. In molte vie il passaggio fu "salutato" da salve di fucile e da bombe sparate davanti alle abitazioni. Durante la processione la statua ricevette molti doni in denaro e in oro.
Mentre la processione era ancora in atto, mons. Gallucci spedì un telegramma a papa Leone XIII con il seguente testo:
La processione rientrò in chiesa alle ore 23:00 e gran parte della folla rimase all'interno dell'edificio stesso per tutta la notte.

### I giorni seguenti

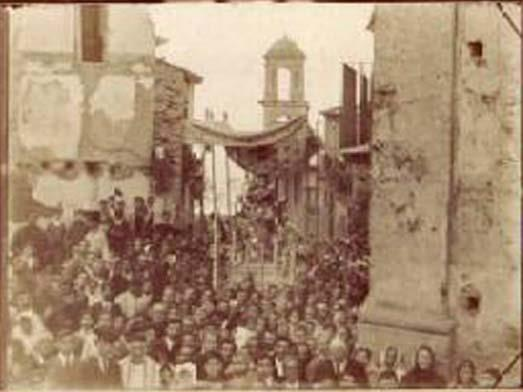
Una processione per le vie cittadine, della Madonna del Carmine, effettuata in quel periodo

Il 3 novembre arrivò la risposta dal Vaticano:
Il 7 novembre, nella chiesa del Carmine, vi fu una solenne celebrazione eucaristica generale alla quale partecipò la quasi totalità della popolazione di Palmi. Intanto, mons. Gallucci fece distribuire delle schede a stampa nelle quali si pregò i fedeli che avevano visto il miracolo di volere attestare, sotto la santità del giuramento, la descrizione degli avvenimenti a cui avevano assistito nel volto della statua, precisandone il giorno e l'ora. Tutto ciò poiché si voleva far autenticare dalla Santa Sede il miracolo.
L'8 novembre arrivò alla stazione di Palmi, a seguito di una relazione ricevuta sull'avvenimento, l'arcivescovo di Reggio Calabria cardinale Gennaro Portanova. Il suo tragitto, dalla stazione al centro della città, fu accompagnato da carrozze, applausi e grida della folla festante e l'alto prelato fu ricevuto dal sindaco di Palmi mentre, all'esterno, risuonavano a festa tutte le campane della città. Arrivato nella chiesa del Carmine ed ossequiato la statua della Vergine, il cardinale incontrò il presidente ed i giudici del Tribunale cittadino, i quali raccontarono di come anche gli impiegati della Cancelleria avessero visto il miracolo e di come questi ultimi lo attestassero con giuramenti. Dopo aver fatto un giro della città ed aver impartito una benedizione alla folla, Portanova tornò alla chiesa del Carmine e raccomandò il popolo di «trarre frutti duraturi di spirituali riforme da questi segni di predilezione della Madonna». All'imbrunire, l'arcivescovo ripartì alla volta del capoluogo.

### 14 novembre 1894

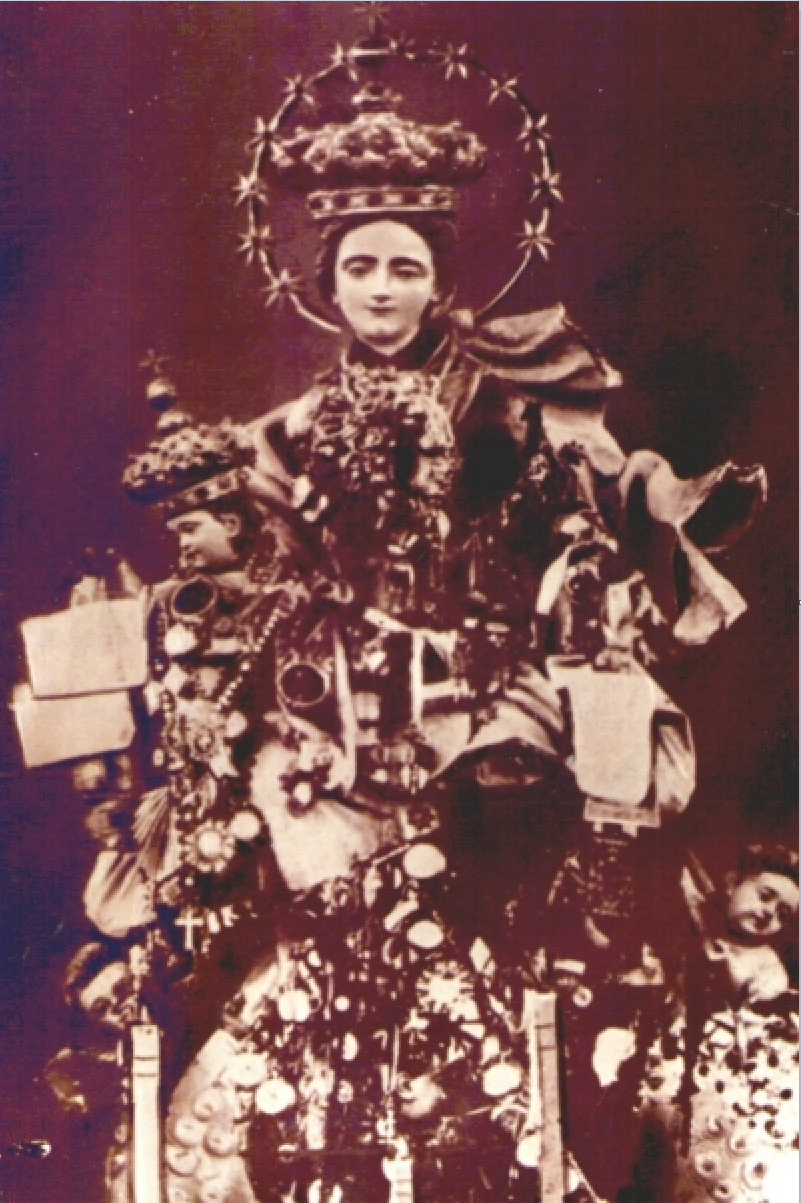
La statua ricoperta di doni in oro

Il 14 novembre fu il giorno in cui arrivò a Palmi mons. Antonio Maria De Lorenzo, vescovo di Mileto, nella cui diocesi la città di Palmi ricadeva a quel tempo. Al suo arrivo, il vescovo fu accolto dalle carrozze dei nobili cittadini e dell'onorevole Raffaele Colarusso, all'interno delle quali si trovava anche tutto il clero palmese. Il vescovo scese nella piazza della chiesa madre di San Nicola e si diresse a piedi, seguito dalla folla, verso la chiesa del Carmine. Dato il numero di fedeli presenti, l'entrata in chiesa del vescovo fu difficile, nonostante l'impegno dei carabinieri e della Guardia Municipale a fargli largo tra la folla. Dopo aver celebrato la funzione, il vescovo tornò in piazza Maria Cristina ed impartì una benedizione alla cittadinanza dal balcone di Palazzo Gallucci.

### 15 novembre 1894
Giovedì 15 novembre, poiché il vescovo mons. De Lorenzo voleva presiedere una seconda celebrazione eucaristica e avendo constatato che la chiesa del Carmine non avrebbe potuto contenere l'enorme folla, si pensò di trasportare per quel giorno la statua della Madonna del Carmine nella chiesa madre, allora in ricostruzione. Nonostante l'opposizione di alcuni congregati, alle ore 9:30 la processione, formata dal clero, dalla Confraternita del Carmine, dalla banda musicale e dalla folla portò la statua nella chiesa madre, ove venne posta in cornu Evangelii sul Sancta Santorum. Dopo una funzione durata due ore, il simulacro, che doveva essere riportata direttamente nella sua chiesa, fu portato in processione per le vie cittadine percorrendo la piazza maggiore, il corso Vittorio Emanuele ed il rione Cittadella, e solo dopo questo percorso dopo si ritirò al Carmine. La processione fu seguita da ricchi, poveri e nobili, palmesi e forestieri, tanto che il giorno 15 novembre 1894 fu per Palmi come un giorno festivo, poiché la popolazione si era astenuta dal lavoro per assistere alla varie celebrazioni religiose.

### 16 novembre 1894: giorno del terremoto
La mattina del 16 novembre 1894, alle ore 6:15, fu avvertita dalla popolazione una leggera scossa di terremoto. Mons. De Lorenzo celebrò un'ultima funzione nella chiesa del Carmine e, nella stessa mattina, lasciò la città. Alcune fonti narrano che in quei giorni avrebbe dovuto visitare Palmi anche il cardinale Giuseppe Guarino, arcivescovo di Messina.
Dalle ore 15:00 la statua della Madonna del Carmine fece osservare ai presenti la ripetizione dei prodigi: il volto era pallido come di donna svenuta e gli occhi si chiusero e si riaprirono più volte. Ciò avvenne molte volte, tanto da far affermare a credenti, non credenti ed atei come non vi fossero equivoci o allucinazioni. La notizia di tali movimenti richiamò, alla chiesa del Carmine, gran parte della popolazione di Palmi.
I sacerdoti presenti in chiesa cercarono di far mantenere la calma alla popolazione, che era in gran parte agitata dai segni della statua. Data la calca che si creò in chiesa, arrivò dai fedeli un grido unanime di portare fuori in processione la statua della Madonna del Carmine.

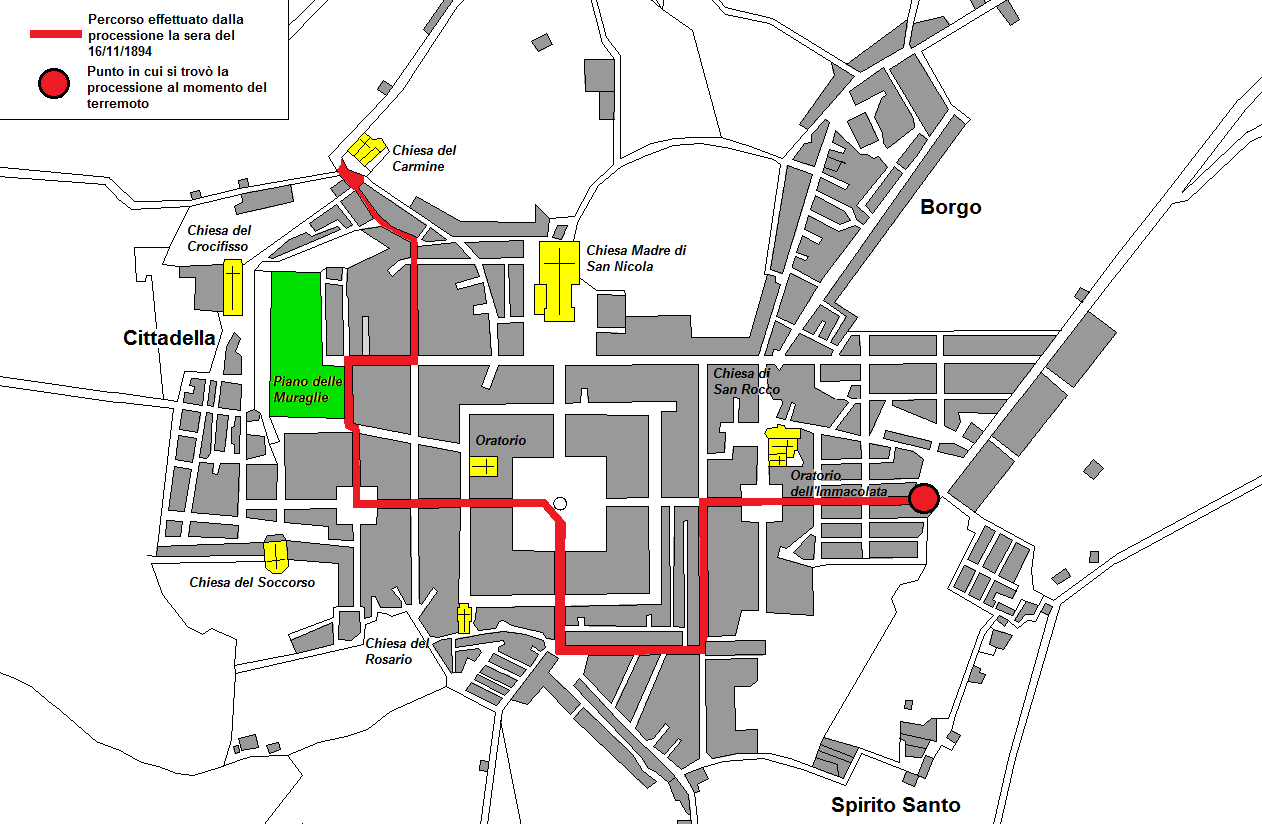
il percorso effettuato dalla processione la sera del 16 novembre 1894

Erano quasi le 18 quando s'improvvisò la processione per le vie della città. La popolazione in processione fu di circa due terzi del totale degli abitanti di Palmi, ed ognuno portò in mano una fiaccola, una lampada o una candela accesa. I balconi e le finestre della case davanti alle quali passò la processione furono illuminati con lumi a bengala, con lampade a petrolio e vennero fatti esplodere bombe, mortaretti e razzi in ogni strada. Le cronache riportano di come «ogni venti passi» la processione fu costretta a fermarsi poiché il popolo donava alla statua regali in oro. Le bande musicali accompagnarono la processione per tutto il tragitto con marce liete e festanti.
Quando la processione giunse nella piazzetta Arangiara, di fronte al Palazzo dei Carabinieri, la gente avvertì un violento terremoto, con un movimento del terreno e con moti di natura sussultoria da sud-sud-ovest e nord-nord-est. Nel movimento della scossa, i portatori della varetta su cui stava l'immagine sentirono questa come sollevarsi e poi gravarsi su di loro in modo da farli traballare, evidentemente per effetto del movimento sussultorio, e perciò trasportarono di corsa la statua per un centinaio di metri.
Subito dopo si sollevò una nuvola formata dalla polvere dei cornicioni e dei muri delle case cadute. La popolazione di Palmi rimase pressoché illesa (9 morti su 15.000 abitanti) nella sua totalità, dato che si trovò in processione in due ampi spazi, e cioè nella piazzetta dell'Arangiara e nel vicino piazzale ove sorgeva il Teatro "Nicola Antonio Manfroce".
Al terremoto seguì un istante di silenzio e quindi successivamente di grida, urli, gemiti e lamenti. Tutti cercarono di aggrapparsi alla statua, mentre la parte più colta della popolazione, temendo il ripetersi del terremoto, pensò di recarsi nella piazza maggiore. In seguito anche la restante parte della popolazione si diresse in piazza, portando anche la statua per metterla al centro della stessa. In piazza, un mons. Leone Gallucci commosso fino alle lacrime fece inginocchiare tutti i fedeli presenti facendo recitare loro l'Atto di Pentimento.
Nella disperazione generale della popolazione raccolta in piazza arrivò la notte, e la gente richiese con forza che nella stessa fossero portate le statue dei due santi protettori di Palmi, cioè San Nicola e San Rocco, che arrivarono in processione verso l'una del mattino.

### 17 novembre 1894
Nella notte tra il 16 e il 17 novembre s'improvvisò in piazza un altare nel quale fu celebrata una messa alle ore 2:30 del mattino dal can. Francesco Longo. Finita la celebrazione, la popolazione trovò relativa calma e s'adagiò sul terreno per dormire. Chi non riuscì a dormire si adunò attorno a dei focolari accesi nella piazza, recitando preghiere sconnesse.
All'alba si eressero altri due altarini e si celebrarono delle messe. Intanto, alle statue della Madonna del Carmine, di San Nicola e di San Rocco si aggiunsero le altre statue venerate a Palmi, portate anch'esse in piazza dalle rispettive chiese. Difatti alle ore 9:00 arrivarono le statue dell'Immacolata, della Madonna del Soccorso, della Madonna della Lettera, di Sant'Elia, di Sant'Antonio da Padova, di San Giuseppe, dell'Addolorata, della Madonna del Rosario, dell'Assunta, dell'Ecce Homo ed infine del Santissimo Crocifisso, portato in trionfo dagli abitanti del rione Cittadella.
Da quel momento la popolazione stette per parecchio tempo in piazza con le statue suddette, recitando e cantando senza interruzione preghiere, mentre giunsero contingenti dell'Esercito che prestarono aiuto alla cittadinanza e puntellarono le abitazioni danneggiate.

## L'avvenimento sulla stampa
In questa sezione vengono elencate le notizie sul miracolo, date dalla stampa dell'epoca sui quotidiani, settimanali e riviste:
- 6 novembre 1894: Il Mattino di Napoli n. 310;
- 1º novembre 1894: Il Piccolo di Palmi n. 31;
- 4 novembre 1894: Il Metauro di Palmi n. 13;
- 10 novembre 1894: Fede e Civiltà di Reggio Calabria n. 45;
- 11 novembre 1894: Il Metauro di Palmi n. 14;
- 15 novembre 1894: Il Piccolo di Palmi n. 33;
- 21 novembre 1894: Il Metauro di Palmi n. 15;

Il Miracolo della Madonna del Carmine di Palmi venne citato anche nella relazione scientifica della Commissione incaricata degli studi dal Governo, a seguito del Terremoto del 1894 in Calabria e Sicilia. Nella Parte I "Relazione sismologica", l'autore affermò che in Palmi:

## Le testimonianze giurate
Gli avvenimenti straordinari che si susseguirono in quei giorni nella chiesa del Carmine, suggerirono a mons. Leone Gallucci di raccogliere su appositi fogli distributivi le testimonianze giurate per il processo canonico da istituirsi presso la curia vescovile della Diocesi di Mileto. I testi delle testimonianze giurate sono conservati nell'Archivio vescovile della Diocesi di Mileto. Le testimonianze giurate ebbero la firma delle persone colte, del popolo devoto, di persone dichiaratamente incredule o indifferenti, e di artisti ed operai.

## Le ricorrenze anniversarie del miracolo

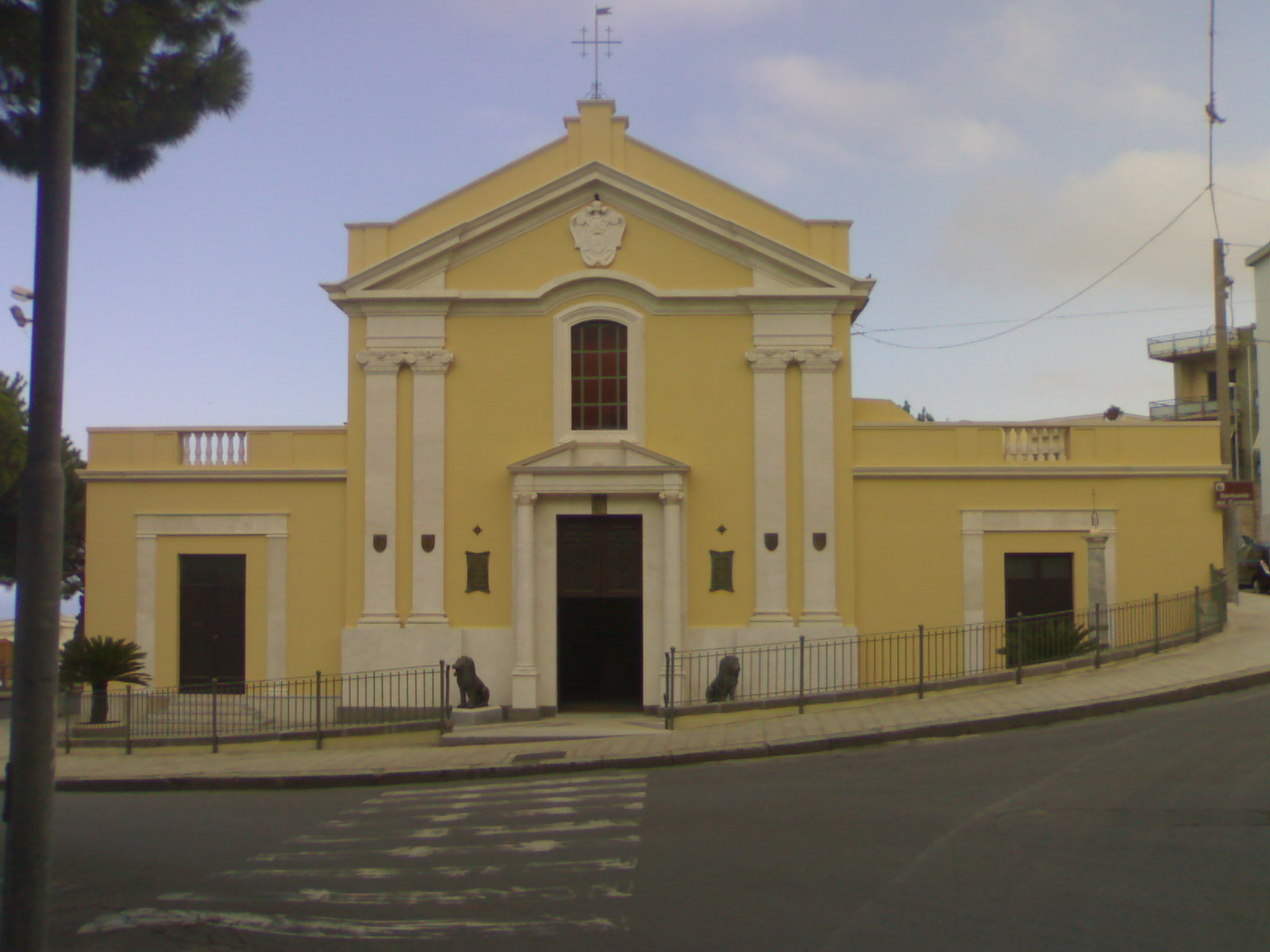
Facciata dell'attuale santuario.

Fin dal 1895, primo anniversario del miracolo e del terremoto, ogni 16 novembre viene celebrata la ricorrenza dell'evento con funzioni religiose e con una processione serale allo stesso orario e per le stesse strade percorse in quel 16 novembre 1894. Quando la processione arriva nel punto in cui si trovava la stessa nel 1894 quando avvenne il terremoto, i portatori della varetta su cui è collocata la statua della Madonna del Carmine effettuano una "rievocazione storica" dell'evento, trasportando di corsa per qualche centinaio di metri il fercolo, in ricordo di quanto fecero i portatori di allora come conseguenza della paura che ebbero quando avvertirono le prime scosse di terremoto.
Di particolare importanza furono le celebrazione del 1895 (1º anniversario del miracolo), del 1944 (50º anniversario), del 1969 (75º anniversario), del 1994 (centenario del miracolo), del 2019 (125º anniversario) e del 2024 (130º anniversario).